# Enea Navarini
Enea Navarini (Cesena, 1º aprile 1885 – Merano, 22 marzo 1977) è stato un generale italiano.
Ufficiale di fanteria pluridecorato del Regio Esercito, prese parte alla conquista della Libia, alla prima e alla seconda guerra mondiale e anche alla guerra d'Etiopia. Dopo l'armistizio dell'8 settembre 1943 aderì alla Repubblica Sociale Italiana ricoprendo il ruolo di comandante del Centro di Addestramento Unità Speciali.

## Biografia
Nacque a Cesena il 1º aprile 1885, figlio di Alessandro e Cleofe Pasini, e si arruolò nel Regio Esercito ottenendo il grado di sottotenente nel 1905. Promosso al grado di tenente nel 1911, quando si trovava presso il Collegio Militare di Napoli, l'anno successivo partì per la Cirenaica, combattendo in seno al 93° Reggimento fanteria. Ritornò in Patria nel corso del 1914 con la promozione al grado di capitano, assegnato al 18º Reggimento fanteria.
Con l'entrata in guerra del Regno d'Italia, avvenuta il 24 maggio 1915, combatte valorosamente operando in seno al 123°, 222° e 117º Reggimento fanteria. Ferito più volte in combattimento fu promosso in successione al grado di maggiore e poi a tenente colonnello per “merito di guerra” nel novembre 1918. Al termine del conflitto risultava decorato con tre Medaglie d'argento e due di Bronzo al valor militare, due Croci al merito di guerra, un Encomio solenne e con la Croce di Cavaliere dell'Ordine dei Santi Maurizio e Lazzaro. Divenuto membro della Commissione Alleata Plebiscitaria che aveva sede a Klagenfurt am Wörthersee, in Carinzia, fino al 1923 fu contemporaneamente comandante del I Battaglione dell'80º Reggimento fanteria. Nel corso del 1927  divenne colonnello, assumendo il comando dell'81º Reggimento fanteria "Torino", e dal 1932 al 1935 diresse la Scuola Militare di Roma. Il 1º gennaio 1936 fu promosso al grado di Generale di brigata, assumendo il comando della 17ª Brigata di fanteria "Ferrara" di stanza a Forlì, ed alla fine dello stesso anno partì per la Somalia destinato al comando delle truppe del Galla e Sidama. Al termine della Guerra d'Etiopia fu decorato con la Croce di Cavaliere dell'Ordine militare di Savoia. Rientrò in Italia nel 1938 promosso al grado di Generale di divisione il 30 giugno dello stesso anno, ed assumendo il comando della 56ª Divisione fanteria "Casale"  nel corso del 1939.
Dopo l'entrata in guerra del Regno d'Italia, il 10 giugno 1940, mantenne il comando della divisione, che il 14 marzo 1941 fu imbarcata per raggiungere l'Albania  per partecipare agli scontri conclusivi della campagna di Grecia. Dopo la sconfitta dell'esercito greco nell'aprile dello stesso anno, egli fu trasferito sul fronte nordafricano, assegnato al comando del XXI Corpo d'armata. Durante la campagna africana fu inoltre uno degli uomini di fiducia di Erwin Rommel e capo di Delease (l'emanazione del Comando Supremo Italiano in Africa Settentrionale), fino al suo rimpatrio il 14 ottobre 1942. A quell'epoca risultava decorato con una quarta Medaglia d'argento e una terza di Bronzo al valor militare, e con il titolo di Ufficiale dell'Ordine militare di Savoia, ed era stato promosso al grado di Generale di corpo d'armata in data 20 febbraio dello stesso anno.
Il 26 ottobre 1942 riassunse il comando del XXI Corpo d'armata, su esplicita richiesta del generale Rommel, nell'imminenza della seconda battaglia di El Alamein.  Dopo la sconfitta dell'armata italo-tedesca rimase a comandare le unità superstiti del suo corpo d'armata fino ai primi mesi del 1943, quando in seguito alla ormai inevitabile perdita del fronte nordafricano, fu evacuato in Italia.
Dal 21 febbraio 1943 fu destinato al comando della 1ª armata. Dal 28 febbraio ritornò a Roma a disposizione del ministero della guerra e dal 15 marzo comandò il XIX Corpo d'armata a Bolzano, e durante l'invasione dell'Italia, trasferitosi col suo comando a Napoli, assicurò la difesa costiera della Campania fino a che, il 2 settembre cedette il comando del XIX corpo d'armata al generale Riccardo Pentimalli. Navarini dall'11 settembre 1943, a seguito dell'armistizio di Cassibile, cogliendo il momento di disordine creatosi a seguito dell'armistizio, riuscì a fuggire e a raggiungere il Nord Italia, dove si unì alle forze del neonato esercito della Repubblica Sociale Italiana. Dal 1944 divenne comandante del Centro di Addestramento Unità Speciali della RSI. Dopo la fine della guerra, nell'aprile del 1945  fu sottoposto a procedimento di epurazione con la perdita del ruolo e del grado, ma già nel corso dello stesso anno tali provvedimenti vennero revocati. Si spense a Merano il 22 marzo 1977.
Nel 2021, una mostra allestita presso il Museo Villa Freischütz a Merano, ove Navarini visse, tematizzò il suo ruolo militare e politico nella guerra coloniale fascista in Africa Orientale Italiana. I curatori, Ariane Karbe e Hannes Obermair, esponendo un mantello etiope che faceva parte del lascito conservato presso il museo stesso, ne proponevano la restituzione.

### Periodici
- Enzo Dal Pozzo, Vita esemplare dei nostri grandi soldati, in Il Carrista d'Italia, n. 176, Roma, Associazione Nazionale Carristi d'Italia, novembre 1993,  pp. 14-16.